# Den vita boken
Den vita boken (koreanska: 흰, Huin, "vit") är en roman från 2016 av Nobelpristagaren Han Kang. Den beskriver sorg och saknad genom en mängd olika objekt som kännetecknas av färgen vit – en asiatisk symbol för sorg. Den svenska översättningen publicerades 2019.

## Handling
Romanen handlar om en författare som befinner sig i Warszawa å arbetets vägnar, strax efter andra världskriget. Texten utgör en meditativ sorg över hennes äldre syster, som dog endast två timmar efter födseln. Boken behandlar hur denna förlust påverkar en människas liv.
Den fragmenterade handlingen fokuserar bland annat på olika vita ting – inklusive snö, salt, en vit fågel, lindor, en spädbarnsskjorta och en svepning, sockerbitar, ris och bröstmjölk – totalt 65 olika objekt. Alla dessa kopplas samman med vit, en färg som i många asiatiska traditioner används som en symbol för sorg och död.

## Utgivning och mottagande
Boken gavs ut i original 2016 på koreanska. Året efter kom den ut på engelska hos Portobello Books, en översättning som nominerades till 2018 års Bookerpris.
2019 utkom en översättning på svenska hos Natur & Kultur, i översättning av Anders Karlsson och Okkyoung Park. Samma år besökte Han Kang Göteborg i samband med bokmässan i staden.
Den vita boken har omskrivits som en tung liten bok, en "som får en att fundera över hur vi vårdar själar och världen" (Ingrid Elam, DN). I GP:s recension beskrivs det som "vackert men oerhört lågmält", och recensenten Ellen Mattson befarade att läsaren kunde passera alltför snabbt genom texten. I The Guardian betraktade Deborah Levy The White Book som en mystisk text och en sorts sekulär bönebok.